# 吳火獅

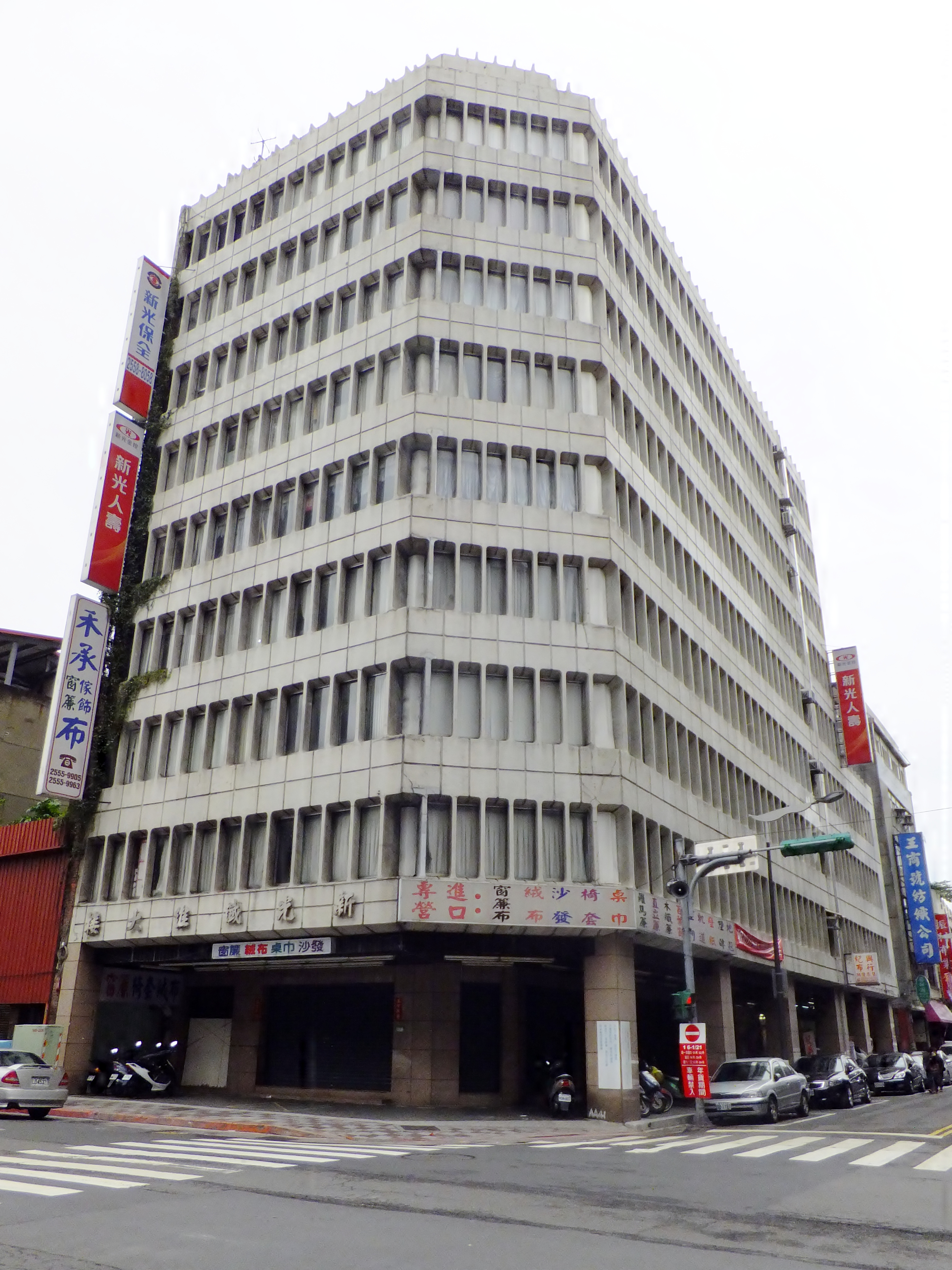
新光纖維大樓為吳火獅與友人創立新光商行之故址，新光集團發祥之地。（臺北市大同區南京西路）

吳火獅（1919年1月9日—1986年10月18日）是台灣企業家，出生於今新竹市東區東勢潭後。

## 生平
吳火獅生於新竹東勢，就讀新竹第一公學校，以全校第一名完成學業。17歲至台北碧華布街的布行平野商店（平野織物合名會社，位於永樂町2-87番地）當學徒，晚上在稻江洋裁講習所（今臺北市私立稻江高級商業職業學校）補校進修，受到主管小川光定的肯定，看過他的企劃書之後，稱他為奇才，後於小川商行擔任總經理，往返台日之間做貿易，門庭若市，財源滾滾。然而太平洋戰爭後期，台日交通斷絕，布業蕭條，而吳火獅因財務槓桿過高，面臨倒閉危機，血本無歸。
1945年，吳火獅與洪萬傳、林登山等人借錢，創辦新光商行，於家鄉新竹與故人小川光定各取一字命名，經營布料與家具、農藥貿易。1952年，新光商行擴大為台灣新光實業，克服時局限制，涉足電器，獲利可觀，並逐步多角化經營，成為今日之新光集團。
吳火獅喜愛獅子，與好友創立台灣獅子會。是蔣孝文少數台灣本省籍的知心好友之一。1974年，吳火獅成立吳氏基金會。
1986年10月15日吳火獅心臟病突發，於同年10月18日辭世。

## 家庭
- 父：吳化；母：吳林罔市
  - 兄：吳金龍
    - 侄：吳東興

  - 弟：吳金虎
- 妻：吳梁桂蘭（1921年1月5日—2016年3月30日[5]）
  - 長女：吳如月；長婿郭瑞嵩（台新金董事、陳逢源外孫）。
    - 外孫女：郭思薈
    - 外孫女：郭思婷
    - 外孫女：郭思安

  - 長子：吳東進，新光醫療財團法人董事長；長媳許嫺嫺（太子汽車許勝發次女）。
    - 孫女：吳欣盈，台灣民眾黨立法委員；前孫婿林知延（板橋林氏族人、華南銀行董事長）；孫婿雷諾·范·德·埃爾斯特男爵（荷蘭語：Baron Renaud van der Elst，比利時王族、當地環境法律師）
    - 孫女：吳欣儒，新光金控總經理。
    - 長孫：吳昕東，新光保全董事長。

  - 次子：吳東賢，前新光產物保險董事長。
    - 孫：吳昕紘，新光產險董事長。
    - 孫：吳昕恩，新光紡織董事長。
    - 孫女：吳欣嬡

  - 次女：吳如英，金格食品董事長；次婿林隆士（霧峰林氏族人，美國維吉尼亞大學化學博士、前國大代表，九如事業機構創辦人）。
    - 外孫女：林世棻
    - 外孫：林世閎
    - 外孫女：林世欣

  - 三子：吳東亮，台新金控董事長；三媳彭雪芬（知名女演員）。
    - 孫：吳昕威，服裝設計師，PETER WU主理人
    - 孫：吳昕豪，台新銀行、台新證券董事。

  - 四子吳東昇，新光合成纖維、新光三越百貨董事長；四媳何幸樺（永豐餘何義孫女）。
    - 孫：吳昕，友輝光電總經理。
    - 孫：吳昕岳，新碩先進董事長。[6]
- 情婦：陳麗如，交往時已婚；其夫為高登財。
  - 私生女：陳子婷

### 私生女訴訟
吳火獅65年起與已婚的陳麗如發展婚外情，並於73年生下陳子婷，吳曾有意願認領，但未及實行即於75年病逝。陳於93年起興訟親子關係確認但敗訴，95年再興訟確認陳子婷非高登財所出並勝訴，此後於95至100年間，新光曾向陳氏母女支付生活費，但於100年停止，陳氏母女於是再度興訟要求新光吳家後人認領。台灣高等法院103年度家上字第214號判決曾維持地院判決，認為兩人間有親子關係，吳氏族人應認領陳子婷，但遭最高法院第一次判決廢棄發回。高院更一審即依最高法院發回意旨，駁回陳子婷之認領請求，但又遭最高法院第二次判決（不同法官）廢棄發回。高院更二審（108年度家上更二字第4號判決）仍判決陳子婷敗訴。然而高院更三審再逆轉，以吳家人拒絕血緣鑑定為由判決陳子婷請求吳家認領勝訴，案件仍可上訴。

## 外部連結
- 財團法人台北市新光吳氏基金會（页面存档备份，存于）